# I-divisioona 1981/82
Die Saison 1981/82 war die achte Spielzeit der I-divisioona, der zweithöchsten finnischen Eishockeyspielklasse. JYP Jyväskylä und FoPS Forssa qualifizierten sich für die SM-liiga-Relegation, in der beide Mannschaften scheiterten.

## Modus
In der Hauptrunde absolvierte jede der zehn Mannschaften insgesamt 36 Spiele. Die sechs bestplatzierten Mannschaften qualifizierten sich für die Playoffs, wobei die beiden Erstplatzierten der Hauptrunde erst in der zweiten Playoffrunde antreten mussten. Die beiden Playoff-Gewinner qualifizierten sich schließlich für die SM-liiga-Relegation. Für einen Sieg erhielt jede Mannschaft zwei Punkte, bei einem Unentschieden gab es einen Punkt und bei einer Niederlage null Punkte.

## Hauptrunde

### Tabelle
|     | Klub             | Sp | S  | U | N  | Tore    | Punkte |
| --- | ---------------- | -- | -- | - | -- | ------- | ------ |
| 1.  | HPK Hämeenlinna  | 36 | 23 | 7 | 6  | 189:125 | 53     |
| 2.  | FoPS Forssa      | 36 | 21 | 7 | 8  | 207:143 | 49     |
| 3.  | Vaasan Sport     | 36 | 21 | 4 | 11 | 180:154 | 46     |
| 4.  | JYP Jyväskylä    | 36 | 17 | 5 | 14 | 186:132 | 39     |
| 5.  | JoKP Joensuu     | 36 | 16 | 6 | 14 | 160:144 | 38     |
| 6.  | SaPKo Savonlinna | 36 | 15 | 5 | 16 | 158:170 | 35     |
| 7.  | Koo-Vee          | 36 | 12 | 7 | 17 | 158:181 | 31     |
| 8.  | Valtit Varkaus   | 36 | 13 | 5 | 18 | 121:194 | 31     |
| 9.  | KooKoo           | 36 | 9  | 4 | 23 | 113:152 | 22     |
| 10. | Jäähonka Espoo   | 36 | 5  | 6 | 25 | 128:204 | 16     |

Sp = Spiele, S = Siege, U = Unentschieden, N = Niederlagen

## Playoffs

### Erste Runde
- Vaasan Sport – SaPKo Savonlinna 2:0 (8:2, 5:4)
- JYP Jyväskylä – JoKP Joensuu 2:1 (7:5, 4:5, 4:3)

### Zweite Runde
- HPK Hämeenlinna – JYP Jyväskylä 0:3 (3:5, 3:6, 1:3)
- FoPS Forssa – Vaasan Sport 3:2 (3:2, 5:7, 11:1, 1:4, 10:4)